# Montlivault
 Montlivault  es una población y comuna francesa, en la región de Centro, departamento de Loir y Cher, en el distrito de Blois y cantón de Vineuil.

## Demografía
| 616 | 653 | 660 | 1128 | 1257 | 1192 |
| Para los censos de 1962 a 1999 la población legal corresponde a la población sin duplicidades (Fuente: INSEE [Consultar]) |     |     |      |      |      |